# N,N,α-三甲基色胺
α,N,N-三甲基色胺（英語：α,N,N-trimethyltryptamine，也称为α-甲基二甲基色胺，α-methyl-DMT，缩写α-TMT、ATMT）是一种色胺衍生物，分子式C13H18N2，可作为迷幻药物和致幻剂。